# Basketball in Italien
Basketball ist in Italien eine beliebte Mannschaftssportart. Die italienische Herren-Basketballnationalmannschaft ist recht erfolgreich.

## Nationale Basketballwettbewerbe

### Lega Basket Serie A
Die Lega Basket Serie A ist die erste Basketballliga in Italien.

### Italienischer Basketballpokal
Der italienische Basketballpokal wurde bereits 8-mal von Virtus Bologna und 7-mal von Benetton Pallacanestro Treviso gewonnen.

### Basketballvereine
Kategorie:Italienischer Basketballverein

## Erfolge bei internationalen Basketballwettbewerben
Bei den Weltmeisterschaften kam die italienische Basketballnationalmannschaft der Herren zwar 8-mal in die Endrunde, kam aber über einen vierten Platz in den Jahren 1970 und 1978 nicht hinaus. Auch bei den Basketballturnieren der Olympischen Sommerspiele kam die italienische Basketballnationalmannschaft über zwei Silbermedaillen 1980 und 2004 nicht hinaus. Bei Basketball-Europameisterschaften der Herren stellte das Team 1980 und 1999 den Europameister.
Siehe auch:
- FIBA Europapokal der Landesmeister
- FIBA Europapokal der Pokalsieger
- Korać-Cup
- EuroLeague
- ULEB Cup
- FIBA EuroCup